# Metal Mouldings de Détroit
Les Metal Mouldings de Détroit sont une franchise de hockey sur glace ayant évolué dans la Ligue internationale de hockey.

## Historique
L'équipe a été créée en 1946 à Détroit au Michigan et évolua dans la LIH durant trois saisons, soit jusqu'en 1949. Lors de leur dernière saison, le Metal Moulding changea de nom et se fit appeler le Jerry Lynch de Détroit.

### Saisons en LIH
Note: PJ : parties jouées, V : victoires, D : défaites, N : matchs nuls, DP : défaite en prolongation, DF : défaite en fusillade, Pts : Points, BP : buts pour, BC : buts contre, Pun : minutes de pénalité
| Saison    | Nom             | PJ | V  | D  | N | Pts | Classement              | Séries éliminatoires | Entraîneur |
| --------- | --------------- | -- | -- | -- | - | --- | ----------------------- | -------------------- | ---------- |
| 1946-1947 | Metal Mouldings | 28 | 9  | 13 | 6 | 24  | 4e rang LIH             | n/d                  | John Roach |
| 1947-1948 | Metal Mouldings | 30 | 15 | 12 | 3 | 33  | 3e rang LIH             | n/d                  | John Roach |
| 1948-1949 | Jerry Lynch     | 31 | 16 | 6  | 9 | 44  | 2e place, division Nord | n/d                  | n/d        |

## Référence
1. ↑  (en) Statistiques du Metal Mouldings sur http://www.hockeydb.com
2. ↑  (en) Statistiques du Jerry Lynch sur http://www.hockeydb.com